# Міжнародний комітет мір і ваг
Міжнародний комітет мір і ваг (фр. Comité international des poids et mesures) — міжнародний орган, утворений у 1875 при підписанні метричної конвенції з метою підтримання метрологічних стандартів. Комітет складається з 18 членів, які представляють держави-члени метричної конвенції. Основна задача комітету — забезпечення однаковості одиниць вимірювання у всьому світі. Комітет також представляє пропозиції Генеральній конференції мір і ваг.
Секретаріат комітету розташований у Севрі, Франція.
Комітет засідає щороку в приміщенні Міжнародного бюро мір і ваг. На засіданнях обговорюються доповіді й звіти консультативних комітетів. Комітет представляє «річний звіт» з адміністративних і фінансових питань державам-членам метричної конвенції.